# Хоберг
Хоберг (нем. Hohberg) — община в Германии, в земле Баден-Вюртемберг. 
Подчиняется административному округу Фрайбург. Входит в состав района Ортенау.  Население составляет 7835 человек (на 31 декабря 2010 года). Занимает площадь 28,94 км².